# Aklan
Aklan is een provincie van de Filipijnen. Het maakt deel uit van regio VI (Western Visayas) en ligt op het noordwestelijke deel van het eiland Panay. De hoofdstad van de provincie is Kalibo. Bij de census van 2015 telde de provincie bijna 575 duizend inwoners.

## Geschiedenis
Aklan wordt beschouwd als de oudste provincie van de Filipijnen. Reeds in 1213 vestigden de eerste mensen vanuit Borneo zich in deze omgeving. Op 25 april 1956 tekende president Ramon Magsaysay een wet die Aklan tot een zelfstandige provincie maakte vanaf 8 november 1956.
De naam Aklan is volgens de overlevering afgeleid van de rivier Akean.

## Mensen en Cultuur
De meerderheid van de inwoners van Aklan spreekt de taal Aklanon. Daarnaast worden ook de talen Engels, Tagalog, Hiligaynon, en Cebuano gesproken.

## Geografie

### Topografie en landschap
Aklan ligt op het noordwestelijke deel van het eiland Panay. De provincie grenst aan de provincies Antique en Capiz en is 1817,9 km² groot. Het eiland Boracay, onderdeel van de gemeente Malay in het noordwesten van de provincie, is als gevolg van haar hagelwitte stranden een van de topattracties van de Filipijnen.
Ongeveer een derde van de provincie is bergachtig. De rest van de provincie is laagland dat zich van de kust uitstrekt tot het begin van de bergen.
De provincie heeft vijf grote rivieren. De grootste twee zijn de Aklan en de Ibajay. In Malay ligt Lake Lapu Lapu.

### Bestuurlijke indeling
Aklan is onderverdeeld in 17 gemeenten. De gemeente Libacao heeft de grootste oppervlakte en Lezo de kleinste.
| - Altavas - Balete - Banga - Batan - Buruanga - Ibajay - Kalibo - Lezo - Libacao | - Madalag - Makato - Malay - Malinao - Nabas - New Washington - Numancia - Tangalan |

Deze gemeenten zijn onderverdeeld in 327 barangays.

## Demografie
Aklan had bij de census van 2015 een inwoneraantal van 574.823 mensen. Dit waren 39.098 mensen (7,3%) meer dan bij de vorige census van 2010. Ten opzichte van de census van 2000 was het aantal inwoners gegroeid met 123.509 mensen (27,4%). De gemiddelde jaarlijkse groei in die periode kwam daarmee uit op 1,35%, hetgeen lager was dan het landelijk jaarlijks gemiddelde over deze periode (1,72%).

De bevolkingsdichtheid van Aklan was ten tijde van de laatste census, met 574.823 inwoners op 1821,42 km², 315,6 mensen per km².

## Economie
De belangrijkste bronnen van inkomsten van de Aklanons zijn de visserij en de landbouw. Veel voorkomende landbouwproducten zijn rijst, graan, kokosnoot en abaca. Daarnaast is pottenbakken en de productie van pop rice een veelvoorkomende manier van levensonderhoud.
Aklan is een relatief arme provincie. Uit cijfers van het National Statistical Coordination Board (NSCB) uit het jaar 2003 blijkt dat 41,8% (11.980 mensen) onder de armoedegrens leefde. In 2000 was dit 42,9%. Daarmee staat Aklan 36e op de lijst van provincies met de meeste mensen onder de armoedegrens. Van alle 79 provincies staat Aklan echter 46e op de lijst van provincies met de ergste armoede.